# Jane Digby
Jane Elizabeth Digby (3 de abril de 1807 - 11 de agosto de 1881), también conocida como Lady Ellenborough, fue una aristócrata inglesa, famosa por su vida amorosa y estilo de vida. Tuvo cuatro maridos y muchos amantes, entre ellos el rey Luis I de Baviera, su hijo el rey Otón I de Grecia, el estadista Félix Schwarzenberg y el general griego Christodoulos Hatzipetros. Murió en Damasco, Siria, como la esposa del árabe Sheikh Medjuel el Mezrab, veinte años menor que ella.

## Biografía

### Vida
Nació en Forston House, cerca de Minterne Magna (Dorset) el 3 de abril de 1807. Era hija del almirante Henry Digby y Lady Jane Elizabeth. El padre de Jane se apoderó del barco del tesoro español Santa Brígida en 1799 y con su parte del dinero del premio estableció la fortuna familiar.

### Matrimonios, escándalos y relaciones
Considerada promiscua para su época, Digby se casó primero con Edward Law, Segundo Barón de Ellenborough (más tarde, Conde de Ellenborough), que se convirtió en el Gobernador General de la India el 15 de octubre de 1824. En el momento de su matrimonio, se la describió como alta, con una figura perfecta. Tenía un rostro atractivo, cabello dorado pálido, ojos azul oscuro muy espaciados, pestañas largas y oscuras y una tez rosada. Tuvieron un hijo, Arthur Dudley Law (15 de febrero de 1828 - 1 de febrero de 1830), que murió en la infancia.
Después de las relaciones con su primo materno, el Coronel George Anson, y el Príncipe Felix Schwarzenberg, ella se divorció de Lord Ellenborough en 1830 por un acto del Parlamento. Esto causó un escándalo considerable en ese momento. Digby tuvo dos hijos con Félix; Mathilde "Didi" (nacida el 12 de noviembre de 1829 en Basilea y criada por la hermana de Felix) y Félix (nacido en diciembre de 1830 en París) que murió pocas semanas después de su nacimiento. El romance con Felix terminó poco después de la muerte de su hijo.
Luego se mudó a Múnich y se convirtió en la amante del rey Luis I de Baviera. En Múnich, conoció al Barón Karl von Venningen (6 de enero de 1806 - 10 de junio de 1874). Se casaron en noviembre de 1833 y tuvieron un hijo, Heribert (27 de enero de 1833, Palermo - 1885, Múnich), y una hija, Bertha (4 de septiembre de 1834, Mannheim - 22 de septiembre de 1907).
En 1838, Digby encontró un nuevo amante en la Corte Griega, Spyridon Theotokis (nacido 1805). Venningen lo descubrió y desafió Theotokis a un duelo, en el que Theotokis resultó. Venningen liberó generosamente a Digby del matrimonio, cuidó de sus niños y ambos quedaron como amigos para el resto de sus vidas. 
Aunque no se divorció legalmente de Venningen hasta 1842, Digby se convirtió a la fe ortodoxa griega y se casó con Theotokis en Marsella en 1841. La pajera se mudó a Grecia con su hijo Leonidas (21 de marzo de 1940, París- 1846, Atenas). En 1846, después de que su hijo se matara al caerse de un balcón, Theotokis y Digby se divorciaron. El Rey Otón I de Grecia sería su próximo amor.
Después, Digby tuvo una relación con un héroe de la revolución griega, el general Christodoulos Chatzipetros, y actuó como 'reina' de su ejército, viviendo en cuevas, montando caballos y cazando en las montañas. Ella le abandonó cuando él le fue infiel.

### Vida en Siria
A los cuarenta y seis años, Digby viajó a Oriente Medio, y se enamoró de Jeque Medjuel el Mezrab. El jeque también ha sido referenciado como "Mijwal al Mezrab" y como "Mijwal al-Musrab." Las fuentes del siglo veinte lo han referenciado incorrectamente a veces, nombrándolo como "Abdul Medjuel el Mezrab." Medjuel era un jeque del Mezrab, sección del Sba'a, una subtribu de "la gran tribu Anizzah de Siria". Tenía veinte años menos que ella. Ambos se casaron bajo la ley musulmana y ella tomó el nombre Jane Elizabeth Digby el Mezrab. Su matrimonio fue feliz y duró hasta su muerte veintiocho años más tarde. Se ha escrito que a Jane Digby se le conocía como Shaikhah Umm al-Laban (literalmente sheikha madre de leche), debido al color de su piel.
Digby adoptó la vestimenta árabe y aprendió árabe, además de las otras ocho lenguas que hablaba fluidamente. La mitad de cada año lo pasaba bajo un estilo de vida nómada, viviendo en tiendas hechas de piel de cabra en el desierto, mientras el resto estuvo disfrutando en una villa palaciega que se había construido en Damasco. Pasó el resto de su vida en la ciudad, donde era amiga de Richard e Isabel Burton, mientras su expareja trabajaba como el cónsul británico, y Abd al-Kader al-Jazairi era un prominente dirigente exiliado de la revolución argelina.

### Muerte
Digby murió de fiebre y disentería en Damasco el 11 de agosto de 1881 y fue enterrada en el Cementerio Protestante. Fue enterrada con la asistencia de su caballo al funeral. A los pies de su lápida – un bloque de caliza rosa de Palmyra – está su nombre, escrito en árabe por Medjuel en carboncillo y tallado a la piedra por un local masón. Después de su muerte su casa fue alquilada y la familia del joven H. R. P. Dickson estaba entre sus inquilinos. Una pequeña parte de la casa todavía sobrevive, en la propiedad del mismo familiar qué adquirió él de Medjuel hijo en los años treinta.